# 25601 Francopacini
25601 Francopacini (2000 AX2) là một tiểu hành tinh nằm phía ngoài của vành đai chính được phát hiện ngày 1 tháng 1 năm 2000 bởi M. Tombelli và L. Tesi ở San Marcello Pistoiese.